# Every Breath You Take (filme)
Every Breath You Take, também conhecido como You Belong to Me (Brasil: Você Pertence a Mim / Portugal: A Cada Passo Teu), é um filme de suspense psicológico estadunidense de 2021 dirigido por Vaughn Stein e escrito por David Murray. É estrelado por Casey Affleck, Michelle Monaghan, Sam Claflin e Veronica Ferres. Segue um psiquiatra cuja vida é interrompida depois de apresentar o irmão de um cliente à sua família após a morte do cliente.
Foi lançado em 2 de abril de 2021 pela Vertical Entertainment.

## Enredo
'Every Breath You Take é um thriller psicológico sobre um psiquiatra Phillip (Casey Affleck), cuja carreira é posta em risco quando sua paciente Daphne (Emily Alyn Lind) tira a própria vida. Quando ele convida o irmão sobrevivente de sua paciente James Flagg (Sam Claflin) para sua casa para conhecer sua esposa Grace (Michelle Monaghan) e sua filha Lucy (India Eisley), sua vida familiar é subitamente despedaçada.

## Elenco
- Casey Affleck como Phillip Clark
- Michelle Monaghan como Grace Watson
- Sam Claflin como James Flagg / Eric Dalton
- Veronica Ferres como Dra. Vanessa Fanning
- Emily Alyn Lind como Daphne Watson
- India Eisley como Lucy Watson
- Hiro Kanagawa como Dr. Toth
- Vincent Gale como Stuart Fanning
- Lilly Krug como Lilly Fanning
- Brenden Sunderland como Evan

## Produção
Em junho de 2012, foi anunciado que Rob Reiner dirigiria o filme, na época intitulado You Belong to Me, a partir de um roteiro de David Murray. Em outubro de 2012, foi anunciado que Harrison Ford e Zac Efron haviam se juntado ao elenco do filme. Em outubro de 2019, foi anunciado que Casey Affleck, Michelle Monaghan, Sam Claflin e Veronica Ferres seriam escalados para o filme, e que Christine Jeffs estaria dirigindo. Em dezembro de 2019, foi anunciado que Vaughn Stein iria substituir Jeffs como diretor.

## Filmagens
A fotografia principal começou em Vancouver em dezembro de 2019.

## Lançamento
Em março de 2021, a Vertical Entertainment adquiriu os direitos de distribuição do filme e o preparou para um lançamento em 2 de abril de 2021.

## Recepção

### Recepção critica
Every Breath You Take detém uma taxa de aprovação de 21% no site Rotten Tomatoes, com base em 24 avaliações, com uma média ponderada de 4/10. No Metacritic, o filme tem uma classificação de 34 em 100, com base em seis críticos, indicando "críticas geralmente desfavoráveis".

### Bilheteria
Every Breath You Take arrecadou um total mundial de $ 338.771.